# Reloj Monumental de Acaxochitlán
El Reloj Monumental de Acaxochitlán; es un reloj de torre, ubicado en la Plaza Principal de Acaxochitlán en el municipio de Acaxochitlán, dentro de estado de Hidalgo en México.

## Historia

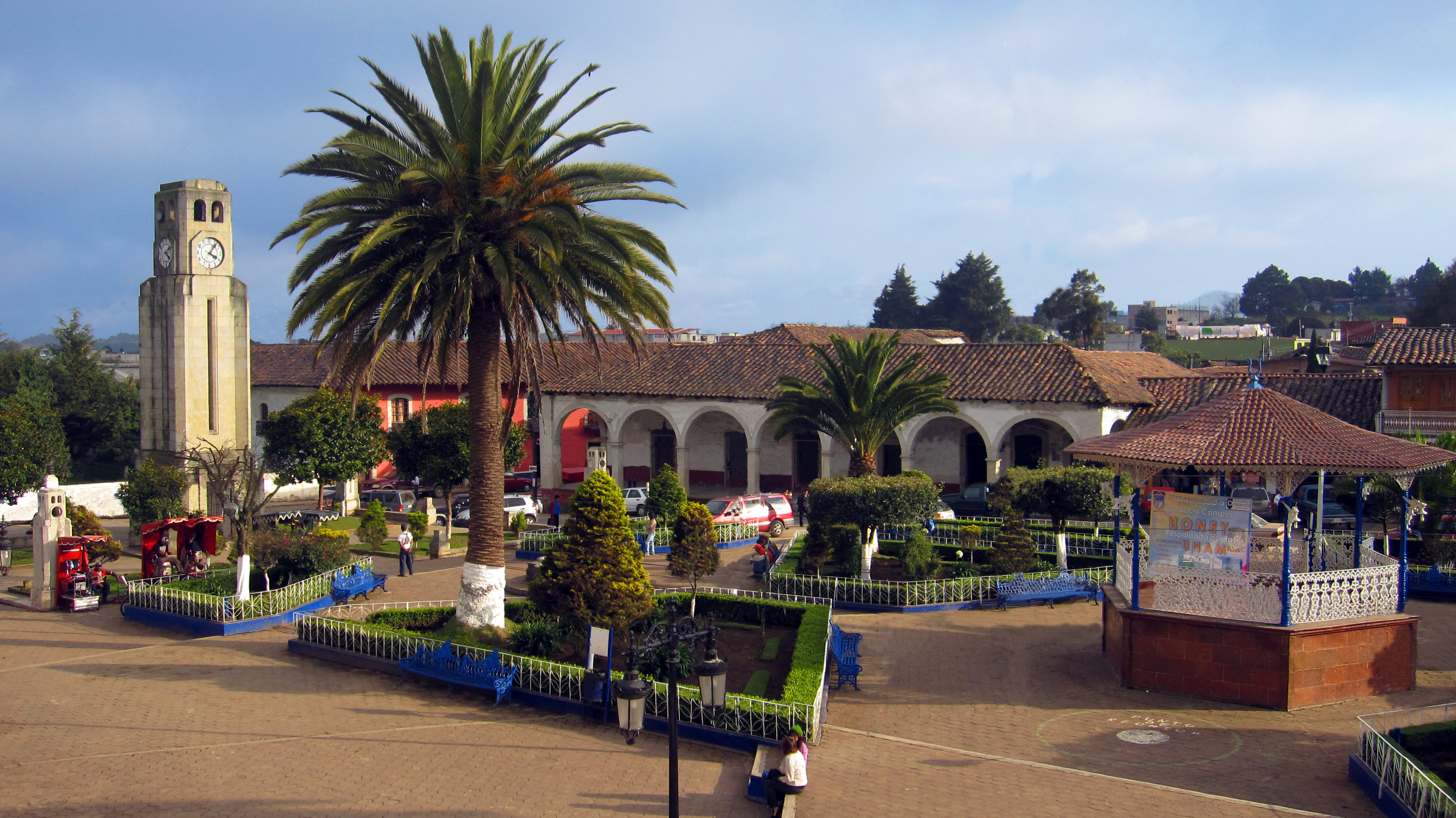
Plaza Principal de la ciudad de Acaxochitlán.

El reloj se adquirió en 1928 siendo presidente municipal Lauro Melo, y se hizo con dinero obtenido del pago de impuesto predial de la Compañía de Luz y Fuerza del Centro, y con las aportaciones de la misma comunidad. Fue por iniciativa de la Junta de Notables que se decidió edificar una torre para el reloj que ya se había adquirido, y que estaba guardado en la antigua comandancia de la presidencia municipal.
La fecha probable de su terminación e inauguración, fue el año de 1932, los nombres de los arquitectos que diseñaron y construyeron la torre, son Mauro Sánchez y Luis González Aparicio.
Posterior a la colocación del reloj en la torre, durante la administración de Luis García Melo (1976-1976) el reloj fue llevado a la Ciudad de México para darle mantenimiento y repararlo. La torre solo ha recibido mantenimiento en una sola ocasión, esto fue entre los años de 1994 y 1997 durante la administración de Porfirio Cruz Ramírez.

## Arquitectura

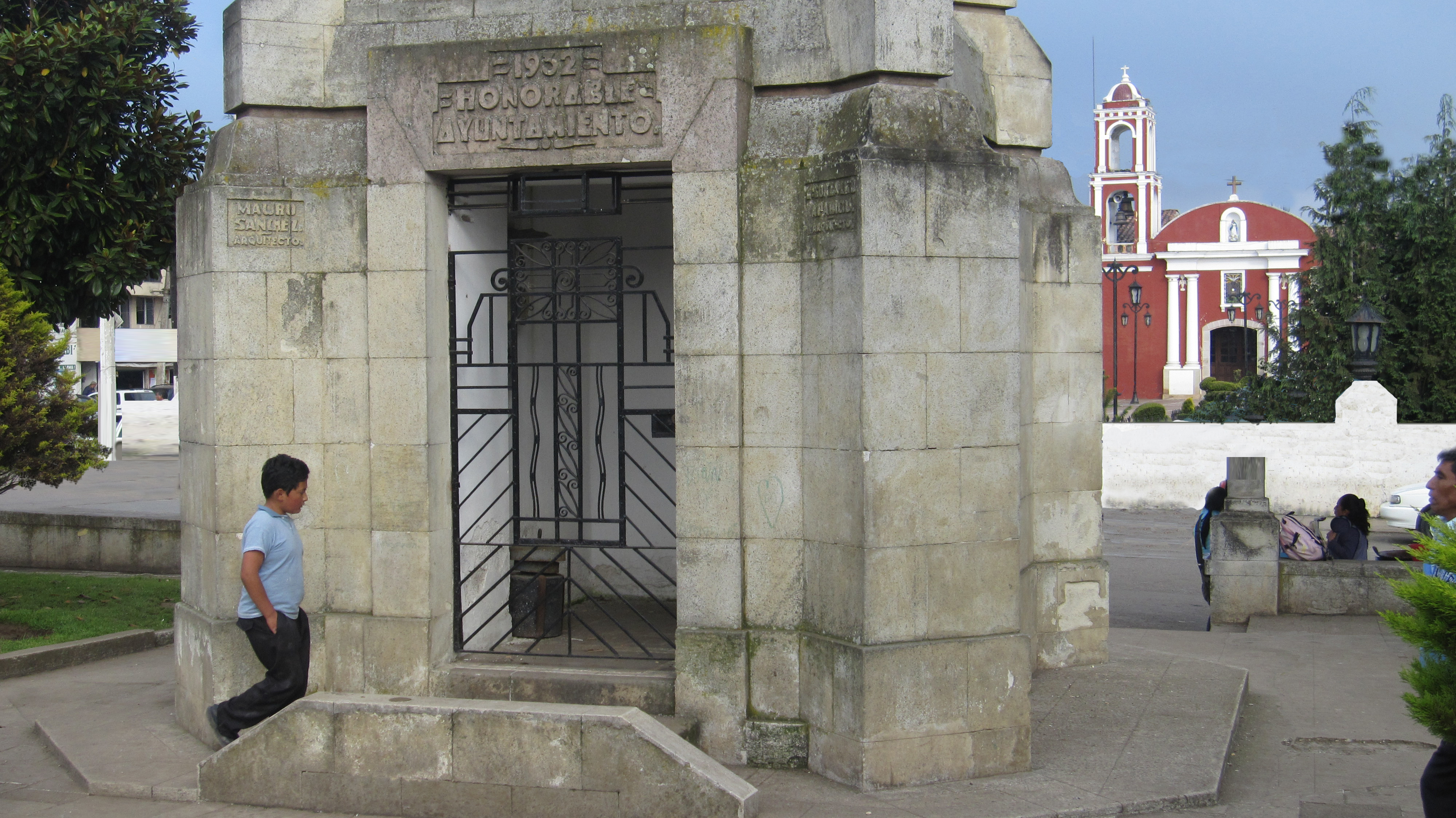
Acceso de la torre.

La torre, edificada en estilo art deco, se caracteriza por su simetría, empleo de líneas rectas verticales, y austeridad en el decorado. La torre está edificada con tabique, acero, cantera, madera, y la innovación de la época, el cemento, lo que permitía edificaciones con mayores posibilidades estructurales.
La estructura general de la torre está constituida por tres cuerpos, el primero de ellos es la base y acceso de la torre, un segundo cuerpo que constituye la parte más alargada, y por último un tercer cuerpo, a manera de remate donde se localiza el reloj y las campanas. A pesar del empleo de una gran variedad de materiales el que predomina es la cantera en color blanco y rosa. La cantera fue extraída del cerro Cuesconsen que se encuentra ubicado en el barrio de Tlamimilolpa, perteneciente al poblado de Acaxochitlán.
La torres tiene una altura aproximada de 16 m a partir de la base, la plazoleta en la que se encuentra la torre del reloj actualmente esta limitada en sus cuatro esquinas con lámparas que tienen la misma forma de la torre pero en menor escala.
En el acceso de la torre, donde se puede leer la leyenda “1932 Honorable Ayuntamiento”, y a cada lado del acceso una placa, a la derecha “L. González Aparicio. Arquitecto” y a la izquierda “Mauro Sánchez. Arquitecto”.